# ヴァンドーム＝ヴィリエ＝シュル＝ロワール＝TGV駅
ヴァンドーム＝ヴィリエ＝シュル＝ロワール＝TGV駅（フランス語: Gare de Vendôme-Villiers-sur-Loir-TGV）はフランスのロワール＝エ＝シェール県ヴァンドームにある、フランス国鉄（SNCF）LGV大西洋線の鉄道駅。短縮されたヴァンドームTGV（Vendôme-TGV）の通称で広く知られている。
駅はロワール＝エ＝シェール県のヴァンドームに位置しており、地域交通網TERサントルの路線バスがモンドゥブルーやシャトーなどへ連絡している。駅は高速新線上にあり周囲の人口も少なく、パリ・トゥール方面間のTGVが数往復停車するのみのローカル駅である。

## 歴史
元々LGV大西洋線は当駅よりさらに東のブロワ近郊を通る予定であった。しかしブロワ市自体はTGVの運行に興味は無く、ボースの農民が自身の市に線路通すのに反対し、ブロワ近郊に線路を通すのが困難となった。 その後、ヴァンドーム市議員はSNCFと交渉し、自らの土地に線路を通す代わりに市内に駅を建設することが決定した。1990年9月25日に開業。

## 駅構造
相対式ホーム2面2線を持つ盛土上の地上駅となっているが、実際には、まず中央に通過線（本線）2線を配し、その両側にプラットホームと接する副本線2線を配する構造となっている。

### のりば
| ホーム | 路線        | 方向   | 行先         |
| ------ | ----------- | ------ | ------------ |
| 3      | LGV大西洋線 | 西方面 | ボルドー方面 |
| 4      | LGV大西洋線 | 東方面 | パリ方面     |

## 利用状況
近年の年間乗降人員の推移は下表の通り。
| 年                         | 2015   | 2016   | 2017   | 2018   | 2019   | 2020   | 2021   | 2022   | 2023   |
| -------------------------- | ------ | ------ | ------ | ------ | ------ | ------ | ------ | ------ | ------ |
| 年間利用客                 | 426558 | 425062 | 434632 | 418302 | 433234 | 282395 | 337542 | 465035 | 488009 |
| 年間乗降客数(非旅行者含む) | 533198 | 531328 | 543290 | 522878 | 541542 | 352993 | 421928 | 581294 | 610011 |

## 隣の駅
| LGV大西洋線                                             | LGV大西洋線 | LGV大西洋線                     |
| ------------------------------------------------------- | ----------- | ------------------------------- |
| サン・ピエール・デ・コール駅 ボルドー＝サン＝ジャン方面 | TGV inOui   | モンパルナス駅 モンパルナス方面 |
| サン・ピエール・デ・コール駅 トゥール方面 レンヌ方面    | TGV inOui   | モンパルナス駅 モンパルナス方面 |
| シャテルロー駅 ポワチエ方面                             | TGV inOui   | モンパルナス駅 モンパルナス方面 |